# Agastococcus zelandiensis
Agastococcus zelandiensis är en insektsart som beskrevs av Jennifer M. Cox 1987. Agastococcus zelandiensis ingår i släktet Agastococcus och familjen ullsköldlöss. Inga underarter finns listade i Catalogue of Life.